# Puerto libre
Un puerto libre o puerto franco es un puerto con una jurisdicción relajada con respecto al resto del país. En la mayoría de los casos, esto significa que está libre de impuestos o con una regulación favorable. Estas regiones suelen tener una política autonómica especial y más desarrollada.
Muchos aeropuertos internacionales son puertos francos.